# Armstrong Siddeley Mongoose
Le Armstrong Siddeley Mongoose est un petit moteur radial d'aviation cinq cylindres, refroidi par air, produit à partir de 1926 par l'entreprise britannique Armstrong Siddeley.

## Développement
Le mongoose utilise des cylindres identiques à ceux du moteur 14 cylindres Jaguar (version II et suivantes) et du 7 cylindres Lynx, ce qui permet à l'entreprise d'offrir une gamme de moteur partageant nombre de pièces détachées.
Mongoose est le nom anglais de la Mangouste, suivant l'habitude d'Armstrong Siddeley qui est de donner aux moteurs le nom de carnivores. La première version du moteur développe 135 ch, portés ensuite à 155.
Contrairement à la plupart des moteurs en étoile, le Mongoose possède un cylindre directement orienté vers le bas, une disposition généralement évitée car elle expose la bougie d'allumage à un risque d'encrassement par l'huile.

## Utilisation
- Avro Tutor, avion-école britannique[3]
- Certaines versions de l'Avro 504[4]
- Fokker S.IV, avion-école neerlandais[5].
- Hawker Tomtit, avion-école biplan britannique.

## Restauration
Un seul avion équipé d'un Mongoose existe encore au XXIe siècle : il s'agit d'un Hawker Tomtit. Ce type d'avion n'a été produit qu'en petite série. Refusé par la RAF après évaluation, quelques exemplaires ont été vendus à d'autres armées de l'air. Restauré, cet appareil participe à nouveau à des meetings aériens depuis 2023.